# Patania violacealis
Patania violacealis là một loài bướm đêm trong họ Crambidae.